# Sven Nilsson (fotbollsspelare)
Sven Emil Nilsson, född 15 juni 1909, död 5 mars 1983, var en svensk fotbollsspelare och tränare. Han är mest känd för att ha varit Malmö FFs tränare när de vann Allsvenskan för första gången 1944. Nilssons son, Bertil Nilsson är en före detta fotbollsspelare som spelade 342 matcher för Malmö FF.

## Spelarkarriär
Nilsson spelade totalt 302 matcher (varav 172 var ligamatcher) för Malmö FF och var en av de spelare som stängdes av 1934 när det blev känt att klubben betalat sina spelare, vilket var mot reglerna vid den tiden. Han spelade en landskamp för Sveriges landslag, vilket var i en VM-kvalmatch 1937 i Hamburg. Nilssons landslagskarriär slutade då han inkallades till  militärtjänst då andra världskriget hade brutit ut i Europa.

## Tränarkarriär
Efter sin spelarkarriär tränade Nilsson Malmö FF under tre olika perioder. Han var tränare för klubben 1944 när de blev Svenska mästare för första gången. Nilsson var även tränare för klubben 1945–1947 och 1950.

## Meriter som tränare
Malmö FF
- Allsvenskan (1): 1944
- Svenska cupen (3): 1944, 1946, 1947